# Snæúlvur
Snæúlvur fue un caudillo vikingo de Sandoy, islas Feroe en el siglo X que aparece como personaje histórico en la saga Færeyinga donde le menciona como procedente de las «islas del sur» (posiblemente de Mann o las Hébridas).
Snæúlvur era el padre de Gudrid, que más tarde casó con un poderoso godi llamado Havgrímur, a quien reprendió por tomar partido en la disputa territorial entre Einar Suðringur y Eldjarn Kambhøttur que estaban enfrentados por la postura de dos hermanos parientes de Einar, llamados Brestir Sigmundsson y Beinir Sigmundsson por Stóra Dímun; un conflicto que acabó en tragedia, participando Havgrímur en el asesinato de los hermanos tras el fallo favorable a Einar del Løgting (el thing feroés). Snæúlvur se mantuvo neutral advirtiendo a su yerno de antemano que no estaba bien lo que planeaban y que él no le apoyaría.

## Etimología
El origen del nombre Snæúlvur es curioso, derivado de la unión de las palabras “nieve” [Snæ] y “lobo” [úlvur], y como resultado tenemos un Canis lupus arctos (lobo ártico) donde no existe en las islas Feroe.